# Ropice
Ropice (en polonais : Ropica ; en allemand : Roppitz) est une commune du district de Frýdek-Místek, dans la région de Moravie-Silésie, en République tchèque. Sa population s'élevait à 1 685 habitants en 2021.

## Géographie
Ropice se trouve près de la frontière avec la Pologne, à 6 km au nord-ouest du centre de Třinec, à 18 km à l'est-nord-est de Frýdek-Místek, à 29 km au sud-est d'Ostrava et à 290 km à l'est-sud-est de Prague.
La commune est limitée par Český Těšín au nord, par Třinec à l'est et au sud-est, par Smilovice au sud-ouest, et par Střítež et Vělopolí à l'ouest.

## Histoire
La première mention écrite de la localité date de 1305.

## Transports
Par la route, Ropice se trouve à 5 km de Český Těšín, à 25 km de Frýdek-Místek, à 41 km d'Ostrava et à 377 km de Prague.